# JT Touristik
JT Touristik war ein deutscher Reiseveranstalter mit Sitz in Berlin und eine Marke der Lidl Digital International GmbH & Co. KG.

## Geschichte
JT Touristik wurde 2009 von der gebürtigen Iranerin Jasmin Taylor in Berlin gegründet. Von 2009 bis 2017 war JT Touristik eine eingetragene GmbH mit Sitz in Berlin. Als Reiseveranstalter mit Vollsortiment hatte JT Touristik rund 15.000 Hotels in 150 Destinationen weltweit im Verkauf. 2016 reisten 346.000 Personen mit JT Touristik.
Am Freitag, den 29. September 2017, stellte der Reiseveranstalter JT Touristik einen Antrag auf die Eröffnung eines Insolvenzverfahrens. Laut offizieller Pressemitteilung der JT Touristik GmbH musste der Reiseveranstalter Insolvenz anmelden, da der Vertrag mit dem bisherigen Versicherer der angebotenen Pauschalreisen, den Generali Versicherungen, seitens der Versicherungsgesellschaft gekündigt und bislang kein neuer Versicherer gefunden wurde. Die Generali Versicherungen ziehen sich aus dem Geschäftsfeld „Insolvenzversicherung für Reiseveranstalter“ komplett zurück. Im Januar 2018 wurde das Insolvenzverfahren eröffnet.
Im Dezember 2017 kaufte der Konzern Lidl Digital International & Co. KG den insolventen Reiseveranstalter. Nach Zustimmung der Kartellämter im Januar 2018 gehörte JT Touristik als Marke zur Lidl Digital International GmbH & Co. KG.
Das weltweite Angebot von JT Touristik umfasste weiterhin dynamisch paketierte Lastminute- und Pauschalreisen sowie Hotel-Specials für mehr als 15.000 Häuser und rund 150 Destinationen. Darüber hinaus bot das Unternehmen eine große Auswahl an Städtereisen weltweit an. JT Touristik war mit seinen Angeboten auf einer Vielzahl von Reiseportalen sowie in Reisebüros vertreten.
JT Touristik war Mitglied im Deutschen Reiseverband (DRV) und Mitglied im Verein zur Förderung eines offenen Touristischen Datenstandards (OTDS).

## Reiseangebote
JT Touristik war Spezialist für Reisen in die  Vereinigten Arabischen Emirate, insbesondere  Dubai und  Abu Dhabi. Insgesamt umfasste das Angebot  Pauschalreisen,  Last-Minute-Reisen und  Städtereisen in 150 Destinationen, u. a. nach Spanien, Griechenland, Italien, Ägypten und den Indischen Ozean. Das Unternehmen vertrieb seine Angebote über Online-Reiseportale, die Firmeneigene Website und einer Vielzahl stationärer Reisebüros in Deutschland.
JT Touristik hat ihren Betrieb zum 31. Oktober 2020 eingestellt. 

## Neustart
Anfang 2023 kaufte die NEES-REISEN AG die Rechte an der Marke "JT". Die Marke wird seitdem von dem Schwesterunternehmen JUST TRAVEL GMBH zum Verkauf von Luxusreisen genutzt.

## Auszeichnungen
- COMPUTER BILD Auszeichnung als „Top Reise-Website 2015“ (Bereich: Reiseveranstalter)[4].
- iF Design Award 2015, Jasmin Taylor und JT Touristik für „The living brand“ in der Kategorie „Communication“[5].